# 歌川芳貞
歌川 芳貞（うたがわ よしさだ、生没年不詳）とは、江戸時代末期から明治時代初期にかけての浮世絵師。

## 来歴
歌川国芳の門人。歌川の画姓を称し一葉斎と号す。江戸馬喰町三丁目の旅宿駿河屋の主人であった。作画期は嘉永から明治初年頃にかけてで、明治6年（1873年）建立の一勇斎歌川先生墓表に「芳貞」の名が見られる。

## 作品
- 『神事行燈』　※美図垣笑顔作、安政元年（1854年）刊行。第四編の挿絵を芳貞が担当
- 「浅草金龍山広小路之図」　大判錦絵3枚続　江戸東京博物館所蔵　※明治期